# 武蔵屋
武蔵屋一家（むさしやいっか）は、東京都台東区北上野に本拠を置く博徒系暴力団で、指定暴力団・住吉会の2次団体。

## 歴史
遠山景元の兄弟分でもあった武蔵屋新蔵（木村金太郎）が結成。
江戸時代から続く名門博徒組織であり、下町下谷一帯を縄張りにしている。
六代目を義人党初代党首・高橋義人が継承した。
1992年、義人党が解散し、義人党理事長・松広昭平が十代目を継承し、住吉会住吉一家武蔵屋十代目として住吉会の傘下となった。

## 歴代総長
- 初代 - 武蔵屋 新蔵（木村 金太郎）
- 二代目 - 不明（木村金太郎の三弟）
- 三代目 - 不明（木村金太郎の四弟）
- 四代目 - 林 庄吉
- 五代目 - 石井竹松
- 六代目 - 高橋義人（義人党初代党首）
- 七代目 - 高橋正義
- 八代目 - 高橋信義（義人党二代目党首）
- 九代目 - 寺田俊雄
- 十代目 - 松広昭平

## 最高幹部・幹部
- 十代目 - 松広昭平（住吉会幹事長）
- 本部長 - 大橋時男（住吉会副会長、大橋組組長）
- 直参 - 臼井孝一（臼井組組長）
- 直参 - 早坂伸也（臼井組代行）
- 直参 - 冬木四郎
- 役職不明 - 神津芳夫（住吉会副会長補佐、下谷三代目）
- 役職不明 - 宮崎英治（住吉会理事、入谷五代目）
- 役職不明 - 原 義男（住吉会理事、西浅草三代目）
- 役職不明 - 大友良二（小千鳥組組長）
- 他不明